# Равине, Клод
Клод Равине (фр. Claude Ravinet, 24 марта 1943, Брюссель, Бельгия) — бельгийский хоккеист (хоккей на траве), нападающий.

## Биография
Клод Равине родился 24 марта 1943 года в бельгийском городе Брюссель.
В 1964 году вошёл в состав сборной Бельгии по хоккею на траве на Олимпийских играх в Токио, поделившей 11-12-е места. Играл на позиции нападающего, провёл 6 матчей, забил 1 мяч в ворота сборной Малайзии.
В 1968 году вошёл в состав сборной Бельгии по хоккею на траве на Олимпийских играх в Мехико, занявшей 9-е место. Играл на позиции нападающего, провёл 7 матчей, забил 4 мяча (три в ворота сборной ГДР, один — Японии).